# El bailarín y el trabajador
El bailarín y el trabajador es una película española dirigida por Luis Marquina en 1936 basada en la obra Nadie sabe lo que quiere de Jacinto Benavente. El filme contiene números musicales entre los que destacó y se hizo famoso el de las «Galletas Romagosa». Se estrenó el 21 de mayo de 1936 en el Cine Capitol de Madrid, siendo el último largometraje en estrenarse en España por un director profesional poco antes del estallido de la Guerra Civil.

## Sinopsis
Una joven rica se enamora de un joven de buena posición y que ha ganado un concurso de valses. El padre de la joven para aceptar al novio de la hija quiere convertirlo de bailarín en trabajador empleándolo en la fábrica.